# 二車現存

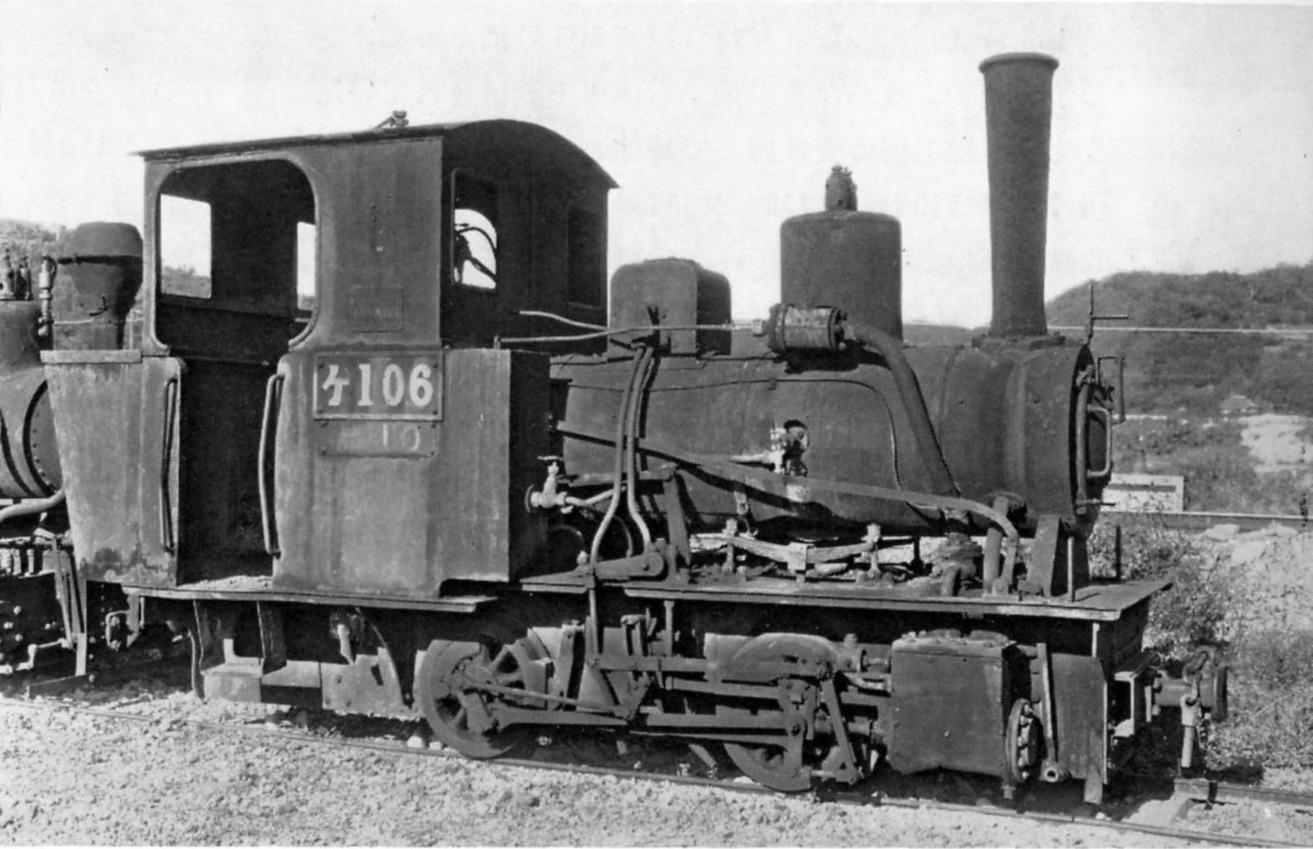
二車現存状態になっていた国鉄ケ100形蒸気機関車のケ106号機

二車現存（にしゃげんそん）は、全く同じ記号と番号を持つ鉄道車両が同じ鉄道事業者に複数（2両以上）同時に存在することである。

## 概要
基本的に避けるべき事態ではあるが、一つの事業者が軌道事業と鉄道事業を兼営している場合に、それぞれの事業ごとに独立した形式番号体系があるケース（例：西日本鉄道や東京都交通局、札幌市交通局などの鉄道線・軌道線など）や、合併や買収によって複数の鉄道事業者が一つになった場合に、これらが改番整理されるまでの間、過渡的に生じることがある（例：戦時買収による買収国電）。
上記の場合を除いて、二車現存が発生する原因としては、改造・改番の際の担当者の勘違いによるものが多く、また、現場で番号を書き間違えたために発生する場合もある。たいていはすぐ発見されて、訂正の手続きがとられるが、国鉄ケ100形蒸気機関車のように、そのまま廃車まで訂正されなかったケースもある。両数が多く、形態の似たものが多数を占めている貨車で発生するケースが多く、日本国有鉄道（国鉄）では電車（クハ55形）や前述の蒸気機関車で発生したことがある。
また、客車の場合、オロネフ10形で、二車現存が発生しかけている。旧型客車及び50系客車の電気暖房車は、新製時からの電気暖房装備車、改造にて電気暖房を取り付けた車両とも原番+2000に付番され、同番の非電気暖房車と同時に存在しない。また、オユ12形・スユ13形のように、電気暖房の有無で重量等級が別れ、形式が変わる場合でも、番号は重複しないように付番されている。
しかしオロネフ10形の場合、1969年にオロネ10形から改造されたとき、電気暖房車を種車として行われたため、2001, 2002, 2003, 2004と付番された。その後1974年に追加で2両改造された際、この時は非電気暖房車から改造されたため、本来なら5, 6と付番されるところが誤って1, 2と付番され、1, 2と2001, 2002が同時に存在した。この場合、電気暖房の装備もしくは撤去をした際、直ちに二車現存となるが、オロネフ10形は廃車まで訂正はされなかった。
同じ鉄道事業者において、同時に存在することが要件であり、過去に存在した車両が廃車または改番されたことにより空いた形式番号を、再び別の車両に与えることは多くの鉄道事業者で行われており（例：阪急1000系電車）、こういったケースは二車現存とはいわないが、再び過去に存在したのと同じ形式を別の車両に付与しようとする場合に、過去に存在した車両と番号が重複しないよう、番号をオフセットさせて付与したり（例：国鉄キハ40形気動車）、ハイフンを使用するなど異なる様式の付番体系を採用する（例：京成AE形電車）場合がある。
また、相互乗り入れを行う複数の鉄道事業者間で、業務連絡などで混同が生じないよう、乗り入れ先に所属する車両と番号が重複しないように鉄道事業者ごとに付与できる番号を割り当てるケースも見られる（例：都営地下鉄浅草線や都営地下鉄三田線に乗り入れする事業者群）。また、車両形式自体を変更する場合もある（例：大阪市交通局10系電車は元々20系を名乗っていたが、地下鉄御堂筋線の乗り入れ先である北大阪急行電鉄2000形電車と同番号になるため、干渉を避ける目的で改番された。その後、新設計で20系が量産された）。
逆にそうした配慮を行わず、乗り入れ先で同じ番号の車両が存在するケースも存在する（例：東武伊勢崎線内での東京メトロ半蔵門線の8000系と東急田園都市線の8500系、および自社所有の8000系、阪神本線内での山陽電気鉄道5000系電車と自社所有の5001形、近鉄5820系電車）。しかしこの場合は所有している鉄道事業者が異なるため、二車現存には含まない。
国鉄分割民営化後に発足したJR各社において、独自に行った車両の新造や改造改番等により、気動車と客車に同じ記号番号を持つ車両が発生している（14系200番台客車や25形客車、キハ84など）が、同じJRグループに属するとはいえ、異なる鉄道事業者間において発生したものであり、これも二車現存とはいえないケースである。